# Монтебелло-Йонико
Монтебе́лло-Йо́нико (итал. Montebello Ionico) — коммуна в Италии, располагается в регионе Калабрия, подчиняется административному центру Реджо-Калабрия.
Население составляет 6923 человека, плотность населения составляет 126 чел./км². Занимает площадь 55 км². Почтовый индекс — 89064. Телефонный код — 0965.
В коммуне 15 августа особо празднуется Успение Пресвятой Богородицы.
Соседние населённые пункты: Багалади, Мелито-ди-Порта-Салво, Мотта-Сан-Джованни, Реджо-Калабрия, Сан-Лоренцо.